# Persepolis (Comic)
Persepolis ist eine französische Graphic Novel von Marjane Satrapi, einer 1969 im Iran geborenen, heute in Paris lebenden Autorin und Zeichnerin von Comicromanen und Kinderbüchern. In dem vierteiligen Werk, das in Deutschland in zwei Bänden herausgegeben wurde, beschreibt sie ihre Kindheit im Iran, ihre spätere Zeit im Ausland und die Rückkehr in ihr Heimatland. 2004 wurde es auf der Frankfurter Buchmesse als Comic des Jahres und auf dem Comic-Salon Erlangen in der Kategorie „Beste deutschsprachige Comic-Publikation Import“ mit dem Max-und-Moritz-Preis ausgezeichnet. Weltweit ist Persepolis in 25 Sprachen übersetzt und über eine Million Mal verkauft worden. Benannt ist das Werk nach der altpersischen Residenzstadt Persepolis.

## Inhalt und Stil
In Persepolis zeigt sich Satrapi von Art Spiegelmans Maus inspiriert. Ihre Autofiktion erzählt die Geschichte von Marjane, auch Marji genannt, die in ihrer Kindheit die Islamische Revolution im Iran (1979) miterlebt. Die Hauptfigur muss in der Schule die islamistische Indoktrination über sich ergehen lassen, erfährt von der Schließung der Universitäten unter der neuen Regierung, eckt mit ihrem Wunsch nach Jeans und westlicher Musik sowie ihrer Abneigung gegen das Kopftuch an; sie hört von den Folterungen unter dem Regime des Schahs, erlebt Verhaftungen und Demütigungen in der Familie durch Islamisten und muss von ihrem Onkel Abschied nehmen, der als Spion für die Sowjetunion in der Todeszelle sitzt. Von den Schrecken des Irakisch-Iranischen Krieges schreibt ihr ein Cousin nach Hause. Die bürgerlichen, intellektuellen Eltern schicken sie schließlich mit 14 Jahren ins Ausland.
Band zwei erzählt von ihrem Exil in Wien, der Rückkehr in den Iran und der neuerlichen Auswanderung in den 90er Jahren, als sie sich in Paris niederlässt.
Auch Satrapis Zeichenstil in Persepolis orientiert sich an Spiegelman. Er ist auf schwarz-weiße Bilder mit einfachem, klarem Strich beschränkt.

## Kritiken
Von den Feuilletons im deutschsprachigen Raum wurde Persepolis wohlwollend aufgenommen. Hervorgehoben wurden der eigene Stil der Autorin, der einen starken Kontrast zwischen „kindlich-naiv anmutende[n] Bilder[n]“ und „Marjis Geschichte mit all ihren grauenhaften und absurden Episoden“ erzeuge. Ebenfalls gewürdigt wurde die Auflehnung gegen Klischeevorstellungen über das Leben und die Menschen im Iran und das Werk insgesamt als eine der bedeutendsten zeitgenössischen Comic-Veröffentlichungen. Vereinzelt wurde eine „stärkere – sozusagen ‚übergeordnete‘ – historische Einordnung des Gezeigten“ vermisst und dies als kleinerer Schwachpunkt des Werkes gewertet.
Das internationale Echo war ähnlich positiv; der aufschlussreiche Blick auf persönlicher Ebene in ein Land der „Achse des Bösen“ wurde ebenso gelobt wie die spannende Geschichte.

## Verfilmung
Eine Zeichentrickfilmversion von Persepolis unter der Regie von Marjane Satrapi und Vincent Paronnaud und mit Chiara Mastroianni, Catherine Deneuve, Danielle Darrieux und Simon Abkarian als Synchronsprecher der Hauptrollen wurde 2007 auf den 60. Filmfestspielen von Cannes gezeigt und gewann dort den Preis der Jury. Die Farabi Cinema Foundation, eine der iranischen Regierung nahestehende Organisation, protestierte gegen die Auswahl des Films für den Wettbewerb von Cannes, da er „ein falsches Bild vom Ausgang und den Errungenschaften der islamischen Revolution zeige“. Dennoch wurde der Film für den Oscar und den Golden Globe als Bester Animationsfilm nominiert. Weitere Nominierungen in der Kategorie Bester Film gewann der Film für den Europäischen Filmpreis und den wichtigsten französischen Filmpreis, den César.

## Auszeichnungen
- 2004: Max-und-Moritz-Preis für die „Beste deutschsprachige Comic-Publikation Import“, Comic-Salon Erlangen.
- 2004: Comic des Jahres auf der Frankfurter Buchmesse.
- 2002: Prix du scénario (Preis für das beste Szenario) des Festival d’Angoulême für den zweiten Band von Persepolis.
- 2001: Coup de Coeur (heute Révélation, Preis für den besten Erstling) des Festival d’Angoulême für den ersten Band von Persepolis.